# Trevi nel Lazio
Trevi nel Lazio é uma comuna italiana da região do Lácio, província de Frosinone, com cerca de 1.825 habitantes. Estende-se por uma área de 54 km², tendo uma densidade populacional de 34 hab/km². Faz fronteira com Arcinazzo Romano (RM), Filettino, Fiuggi, Guarcino, Jenne (RM), Piglio, Vallepietra (RM).

## Demografia
| Variação demográfica do município entre 1861 e 2011                               |
|                                                                                   |
| Fonte: Istituto Nazionale di Statistica (ISTAT) - Elaboração gráfica da Wikipedia |